# Кук (округ, Иллинойс)
Кук (англ. Cook) — округ в штате Иллинойс. Это второй из самых густонаселённых округов в США после Лос-Анджелеса. В округе Кук проживает 5 294 664 человека, что составляет 43,3 % всех жителей Иллинойса. Население округа больше, чем 29 отдельных больших штатов США и ещё 7 маленьких штатов. Округ включает в себя 130 жилых территорий, крупнейшей из которых является центр округа, Чикаго, в котором сосредоточено 54 % населения всего округа.

## История
Округ был сформирован 15 января 1831. Это был 54-й округ, созданный в Иллинойсе, он был назван в честь Дэниэла Кука — одного из самых активных и молодых государственных деятелей в истории Иллинойса, который служил в качестве второго представителя США от штата Иллинойс. Также он был генеральным прокурором штата Иллинойс. Вскоре после этого, в 1839 году, из округа Кук был выделен округ Ду-Пейдж.

## География
По данным Бюро переписи населения США, округ имеет общую площадь в 4235 км², 2449 км² — земля, и 1785 км² (42,16 %) — вода, большинство из неё в озере Мичиган. Самая высокая точка в округе Кук на Северо-Западе — почти на 1000 метров над уровнем моря.

## Климат
В июле температура в округе Кук, в среднем составляет днём 84 °F (29 °C), а ночью 68 °F (20 °C); а в январе днём 31 °F (−1 °C), а ночью 18 °F (−8 °C). Зимой температура иногда поднимается выше 40 °F (4 °C), и, хотя это не является обычным явлением, в некоторые зимние дни она также поднималась выше 50 °F (10 °C). Среднемесячное количество осадков варьируется от 4,30 дюймов (109 мм) в июне до 1,77 дюймов (45 мм) в феврале.

## Основные скоростные маршруты США

### Межштатные

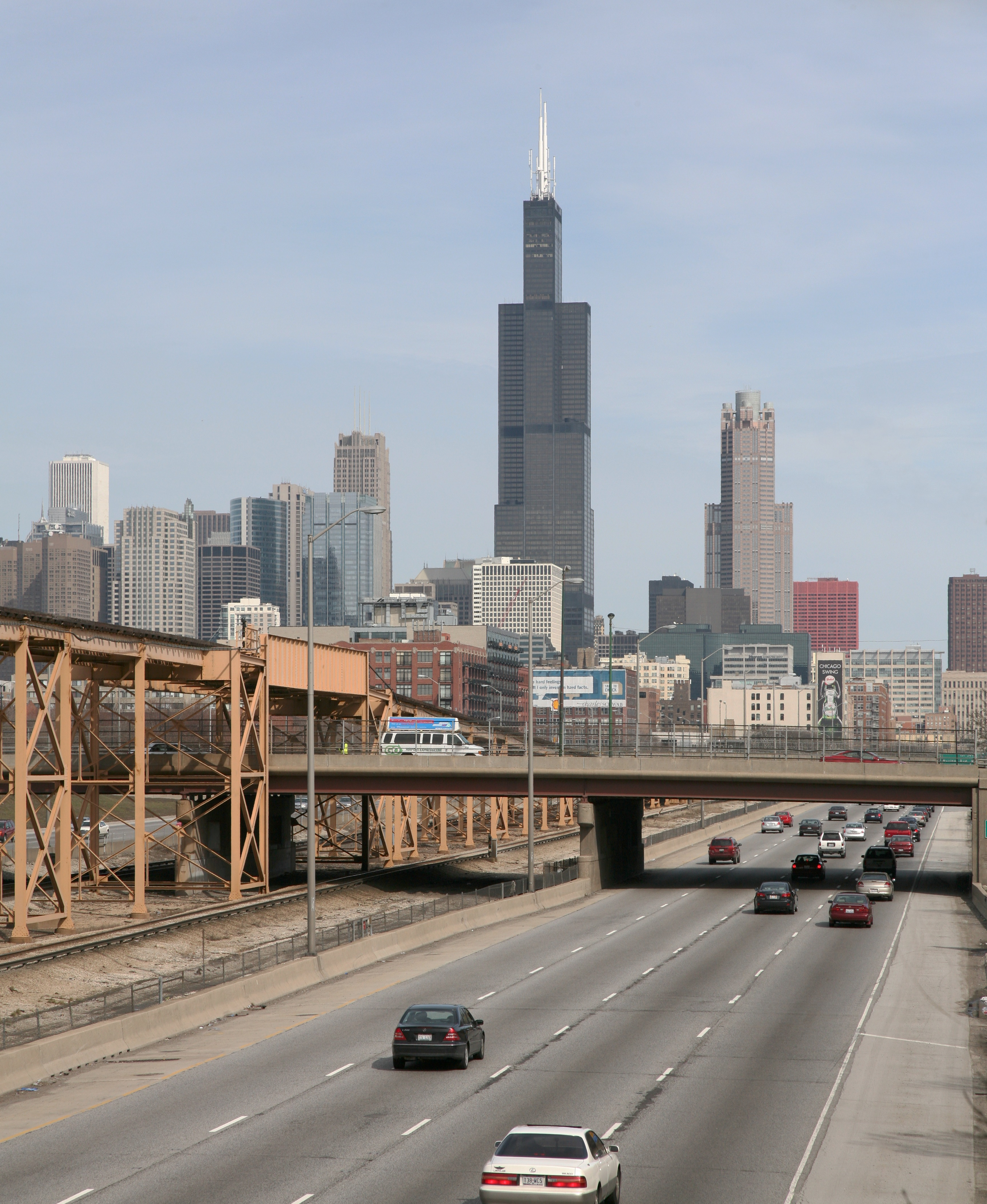
Межштатная трасса 290 через Чикаго

- Межштатный 55
- Межштатный 57
- Межштатный 80
- Межштатный 88
- Межштатный 90
- Межштатный 94
- Межштатный 190
- Межштатный 290
- Межштатный 294
- Межштатный 355

### Шоссе
- Шоссе США 6
- Шоссе США 12
- Шоссе США 14
- Шоссе США 20
- Шоссе США 30
- Шоссе США 34
- Шоссе США 41
- Шоссе США 45

### Трассы
- Трасса Иллинойса 1
- Трасса Иллинойса 7
- Трасса Иллинойса 19
- Трасса Иллинойса 21
- Трасса Иллинойса 22
- Трасса Иллинойса 25
- Трасса Иллинойса 38
- Трасса Иллинойса 43
- Трасса Иллинойса 50
- Трасса Иллинойса 53
- Трасса Иллинойса 56
- Трасса Иллинойса 58
- Трасса Иллинойса 59
- Трасса Иллинойса 60
- Трасса Иллинойса 62
- Трасса Иллинойса 64
- Трасса Иллинойса 72
- Трасса Иллинойса 83
- Трасса Иллинойса 68
- Трасса Иллинойса 171
- Трасса Иллинойса 394

## Населённые пункты
Список населённых пунктов, находящихся на территории округа.

### Города
- Бервин
- Блу-Айленд
- Бербанк
- Бриджвью
- Калумет-Сити
- Чикаго  — из-за небольшой территории примерно 1/3 от аэропорта О’Хара находится в округе Ду-Пейдж
- Чикаго-Хайтс
- Хилс-Кантри-Клаб
- Каунтри
- Дес-Плейнс
- Элджин — в основном в округе Кейн
- Эванстон
- Харви
- Хикори-Хилс
- Хоумтаун
- Маркхам
- Нортлейк
- Ок-Форест
- Палос-Хайтс
- Палос-Хилс
- Парк-Ридж
- Роллинг-Медоус

### Посёлки
- Сисеро

### Деревни
В округе находится очень большое количество деревень.
- Алзип
- Арлингтон-Хайтс — частично в округе Лейк
- Баррингтон — частично в округе Лейк
- Баррингтон-Хилс — частично в округах Кейн, Лейк, Мак-Генри
- Бартлетт — частично в округе Ду-Пейдж, очень небольшой участок в округе Кейн
- Бедфорд-Парк
- Беллвуд
- Бенсенвилл — больше в Ду-Пейдж
- Беркли
- Болингбрук — больше в Ду-Пейдж
- Бриджвью
- Бродвью
- Брукфилд
- Баффало-Гров — частично в Лейк
- Бернем
- Берр-Ридж — частично в Ду-Пейдж
- Парк Калумет
- Чикаго Ридж
- Крествуд
- Дир-Парк — больше в Лейк
- Дирфилд — больше в Лейк
- Диксмур
- Долтон
- Ист Данди — больше в Кейн
- Ист Хазел Крест
- Элк Грув Вилладж — частично в Ду-Пейдж
- Элмвуд Парк
- Эвергрин-Парк (англ.)
- Флоссмур
- Форд Хайтс
- Форест Парк
- Форест Вью
- Франкфурт
- Гленко
- Гленвью
- Гленвуд
- Гольф
- Ганновер Парк — частично в Ду-Пейдж
- Харвуд Хайтс
- Хазел Крест
- Склон горы
- Хинсдейл — в основном в Ду-Пейдж
- Ходжкинс
- Хоффмэн Эстэйтс — частично в Кейн
- Хомвуд
- Индиан Хед Парк
- Инвернесс
- Джастис
- Кенилворт
- Лагранж
- Ла Гранд Парк
- Лансинг
- Лемонт
- Линкольнвуд
- Линвуд
- Лион
- Мэттесон
- Мейвуд
- Мак-Кук
- Мелроз Парк
- Меррионетт Парк
- Мидлотиан
- Мортон Грув
- Маунт Проспект
- Найлс
- Норридж Норт Риверсайд
- Нортбрук
- Нортфилд
- Ок-Парк
- Ок-Лон
- Олимпия Филдс
- Орленд Хилс
- Орленд Парк
- Палатин (население почти 70 000)
- Палос Парк
- Парк Форест -
- Феникс
- Позен
- Проспект-Хайтс
- Ричтон Парк
- Ривер-Форест
- Ривер Гров
- Ривердейл
- Риверсайд
- Роббинс
- Розл — в основном в Ду-Пейдж
- Розмонт
- Джус Вилладж
- Шаумбург
- Шиллер Парк
- Скоки
- Саут-Баррингтон
- Саут-Чикаго-Хайтс
- Южная Холланд
- Стегер
- Стикни
- Стон Парк Стримвуд
- Стримвуд
- Торнтон
- Тинли Парк
- Юниверсити-Парк
- Уэстчестер
- Уэстерн Спрингс
- Ухилинг
- Уиллоу-Спрингс
- Уилметт
- Уиннетка
- Вудридж
- Ворт

## Соседние округа
- Лейк, Иллинойс — на севере
- Лейк, Индиана — на юго-востоке
- Уилл, Иллинойс — на юге
- Ду-Пейдж, Иллинойс — на западе
- Кейн , Иллинойс — на западе
- Мак-Генри, Иллинойс — на северо-западе
- Берриен, Мичиган — на востоке (через озеро Мичиган, США)

## Районы
Округ Кук делится на 13 районов.

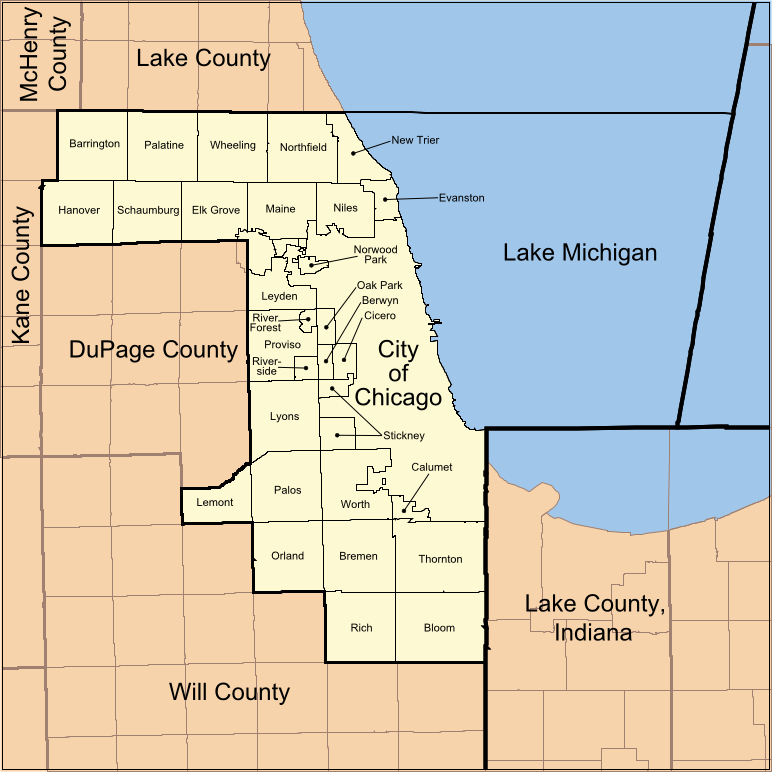
Районы округа Кук

Все они сформированы из небольших городов, деревень и т.п.

## Районы по убыванию числа жителей
- Торнтон — 180 802
- Уилинг — 155 834
- Провизо Тауншип — 155 831
- Уорт — 152 239
- Мэн — 135 623
- Щамбург Тауншип — 134 114
- Палатин — 112 740
- Бремен — 109 575
- Лайонс — 109 264
- Найлс — 102 638
- Элк Гров Тауншип — 94 969
- Лейден Тауншип — 94 685
- Блум Тауншип — 93 901
- Орленд — 91 418
- Сисеро — 85 616
- Хановер Тауншип — 83 471
- Нортфилд — 82 880
- Эванстон Тауншип — 74 239
- Рич — 67 623
- Нью Трьер — 56 716
- Бервин — 54 016
- Палос Тауншип — 53 419
- Ок Парк — 52 524
- Стикни Тауншип — 38 673
- Норвуд Парк Тауншип — 26 176
- Калумет — 22 374
- Лемонт Тауншип — 18 002
- Риверсайд — 15 704
- Баррингтон Тауншип — 14 026
- Ривер-Форест-Тауншип — 11 635

## Бывшие поселки
Население Чикаго 2 853 114 человек по переписи 2008 года. Его восемь бывших районов и прилагаемых к ним частей больше нет в составе города.
- Калумет
- Джефферсон Тауншип
- Гайд-Парк Тауншип
- Лейк Тауншип
- Лейк Вью
- Роджерс Парк Тауншип